# Дурненков, Михаил Евгеньевич
Михаи́л Евге́ньевич Дурненко́в (род. 11 октября 1978, Ларба, Тындинский район, Амурская область, РСФСР, СССР) — российский драматург (ряд пьес написан в соавторстве; в том числе — с братом Вячеславом), сценарист, театральный педагог, поэт, актёр, тележурналист, инженер. Один из участников движения «Новая драма», арт-директор фестиваля «Любимовка», лауреат Премии «Золотая маска» 2019 года.

## Биография

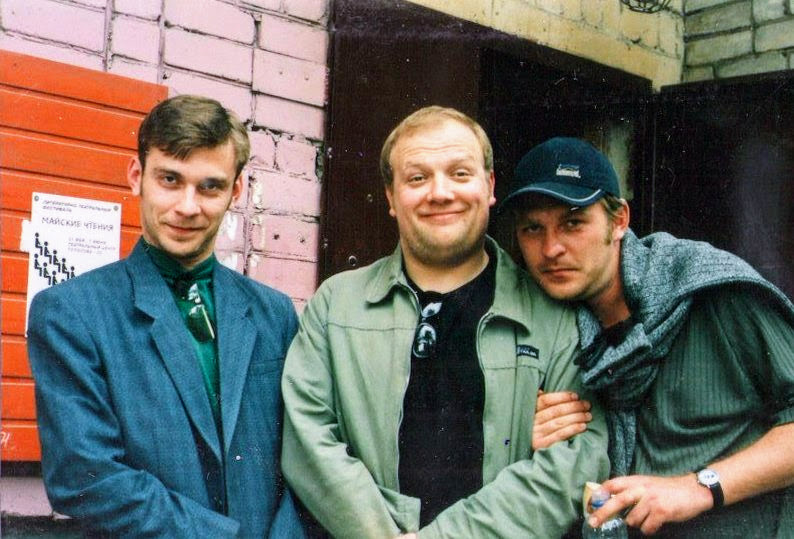
Братья Дурненковы и Родион Белецкий (в центре) на фестивале «Майские чтения»

Родился в Амурской области, где провёл детство и юность, в 1995 году переехал в Тольятти.

В 2000 году окончил Тольяттинский политехнический институт по специальности «инженер-механик», сменил несколько профессий: работал сторожем, слесарем, инженером, тележурналистом, ведущим телепрограмм. Пришёл в созданный драматургом Вадимом Левановым театральный центр «Голосова-20», где стал актёром.

По предложению Леванова, Михаил совместно с братом Вячеславом написали пьесу об индустриальном городе Тольятти «Вычитание земли». Дебют оказался удачным, в сентябре 2002 года пьеса была представлена на семинаре документального театра в Горках Ленинских, режиссёром показа выступил Вадим Леванов, а на следующий год пьеса в постановке режиссёра И. Корниенко была поставлена актёрами Театра.doc и представлена на фестивале молодой драматургии.

На том же фестивале в июне 2003 года была представлена и авторская постановка следующего произведения братьев пьесы «Культурный слой», который также стал участником конкурсной программы «Новой драмы», где сочинения Дурненковых «стали настоящим открытием», а сами авторы запомнились театралам. В 2004 году «Культурный слой» был представлен в юбилейной программе «Золотой маски» и повторно на «Новой драме». Помимо фестивальных программ Дурненковы представляли собственную постановку пьесы и в различных театрах страны

Удачный дебют позволил Михаилу Дурненкову войти в «цех драматургов», основанный Вадимом Левановым.

На перспективного драматурга обратили внимание и на телевидении, но в тот период работа не получалась. Михаил поступил во Всероссийский государственный университет кинематографии , на курс Юрия Арабова, и в 2005 году переехал в Москву. Ещё одной причиной для переезда стал брак с художником Ксенией Перетрухиной и рождение сына.

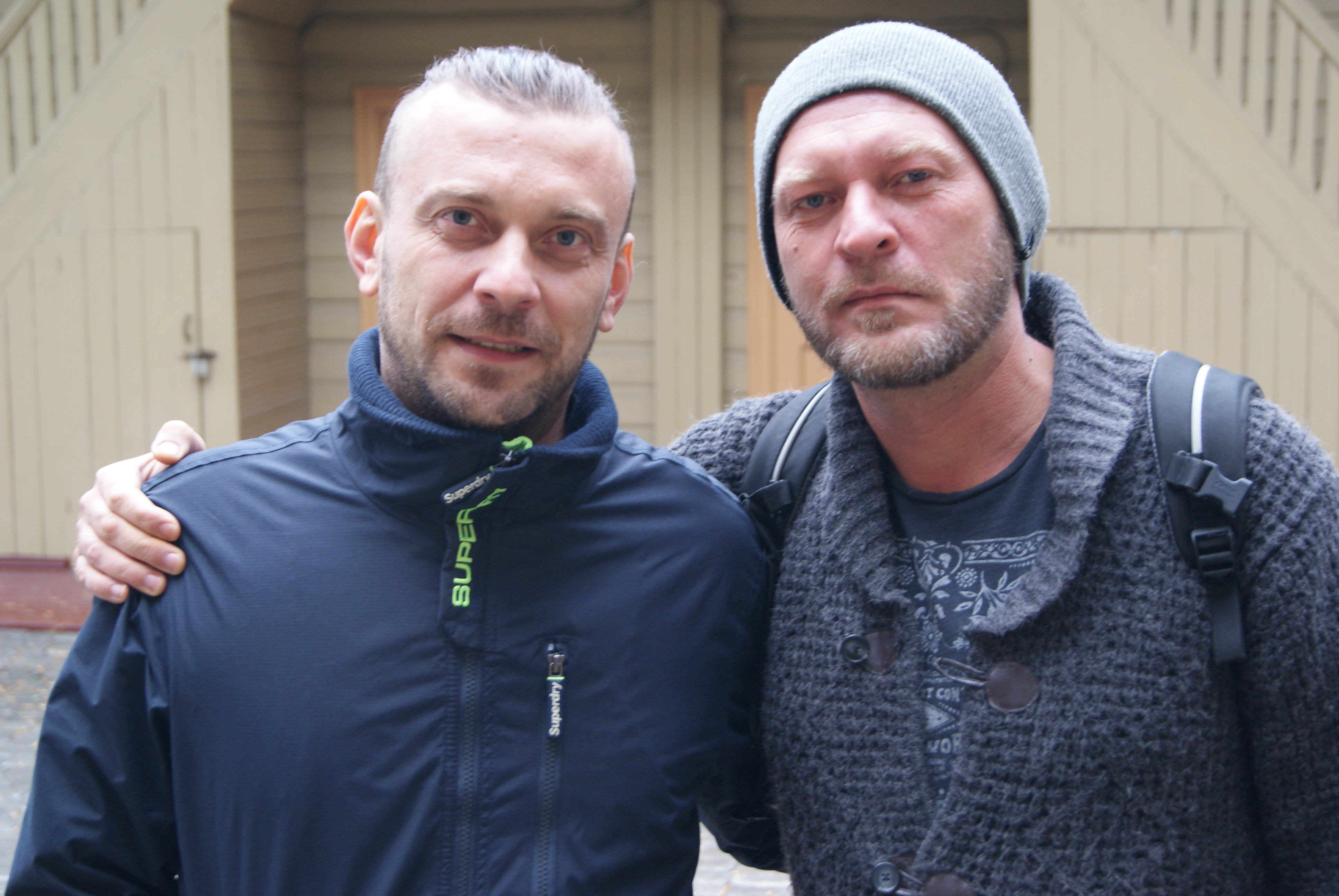
Братья Дурненковы

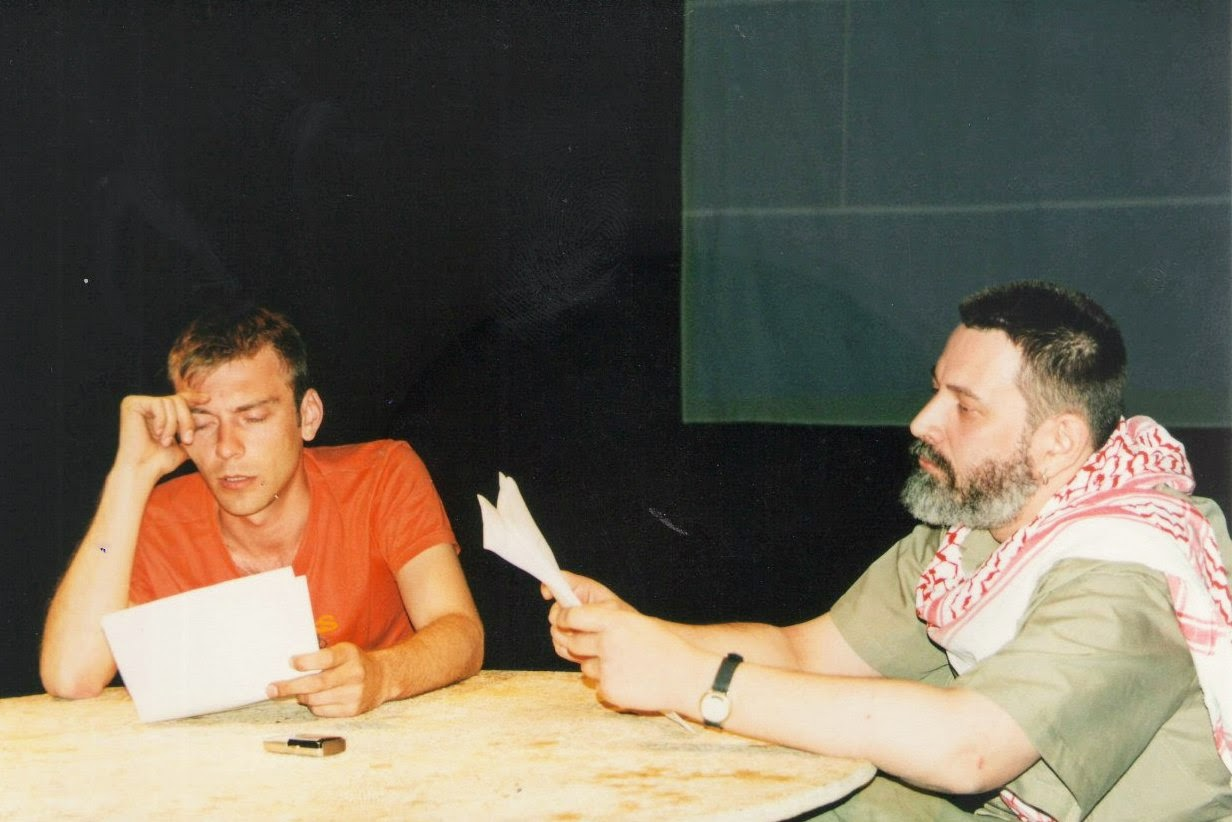
Драматурги Михаил Дурненков и Вадим Леванов проводят читку пьесы на фестивале «Майские чтения».

В 2010 году Михаил Дурненков окончил ВГИК (мастерская Ю. Арабова) по специальности «кинодраматургия». С 2011 года он ведёт курс «Основы драматургии и сценарного мастерства» в высшей школе художественных практик на базе факультета истории искусств РГГУ. Также Михаил Дурненков преподаёт в Школе-студии МХАТ и в Высшей школе деятелей сценических искусств, где с Павлом Рудневым ведёт объединённый курс драматургов и театроведов. 

Участник различных фестивалей. В Тольятти Михаил принимал активное участие в городском фестивале современной драматургии «Майские чтения», позднее принимал участие в фестивалях «Новая драма», «Текстура», «Золотая Маска», «Балтийский дом», Residence Royal Court (Лондон), «Сибальтера», Sibiu, фестиваля молодой драматургии «Любимовка» и сооснователь фестиваля современной зарубежной драматургии «Перепост». Участник творческих лабораторий: «Ясная Поляна», фестиваль-семинара «Танга-Проджект» (Румыния), семинара документального театра «Ленинские Горки», семинара молодых писателей «Липки», семинара русской драматургии в Принстоне (США) и других.

Автор сценария церемонии вручения наград национальной премии «Золотая Маска» 2009 года.

С 2011 года Михаил Дурненков — куратор России на европейском фестивале «New Plays from Europe» (Висбаден, Германия).
Лауреат Национальной театральной премии «Золотая маска» 2019 года в номинации «Современная драматургия» за пьесу «Утопия», поставленную в Театре Наций.
С 2021 года, по итогам выборов, вошел в Секретариат Союза Театральных деятелей РФ.
Дурненков публично выступил против вторжения России на Украину в 2022 году, после чего с ним были разорваны все контракты в России, а его спектакли не просто убрали из репертуаров, но даже убрали из архивов упоминания о них. Председатель СТД Александр Калягин потребовал исключить Дурненкова из союза. В начале марта 2022 года режиссёр с семьёй уехал из России в Финляндию. В сентябре 2022 года против Дурненкова было возбуждено дело о дискредитации российской армии по части 1 статьи 20.3.3 КоАП.

## Публикации
Михаил — автор сорока пьес, некоторые из которых были написаны в соавторстве с братом Вячеславом. Пьесы Дурненкова переводились на немецкий, английский, финский, белорусский, польский, турецкий, итальянский и кастильский языки.
В 2005 году издательство «Эксмо» в серии «Иной Формат» выпустило сборник пьес и киносценариев братьев Дурненковых «Культурный Слой».
Также Михаил Дурненков публиковался в журналах: «Город», «Драма Поволжья», «Майские чтения», «Современная драматургия», «Штаб-квартира», «Искусство кино», в сборнике фестиваля «Новая Драма», «Октябрь» и других.
Сборник стихов «Слесарные Хокку» Дурненкова был переведён на французский язык и представлен на фестивале в городе Ди в 2004 году. Также на французский была переведёна совместная работа с В. Левановым «Сны Тольятти».

### Пьесы
1. «Аншлаг»
2. «(Самый) лёгкий способ бросить курить»
3. «Братья»
4. «Вещи» (мини-пьеса, 2016[22])
5. «Вне системы»
6. «Война ещё не началась»
7. «Вычитание земли» (в соавторстве с Вячеславом Дурненковым)
8. «День Победы»
9. «Его жизнь в искусстве» (в постановке — «Вне системы» документальная пьеса для юбилея К. С. Станиславского, МХТ, 2012[22])
10. «Солнце всходит» (документальная пьеса о жизни и творчестве Максима Горького, МХТ, 2018)
11. «Закон»
12. «Заповедник»
13. «Искусство вечно!»
14. «Как эстонские хиппи разрушили Советский Союз»
15. «Красная чашка»
16. «Культурный слой» (в соавторстве с Вячеславом Дурненковым)
17. «Лёгкие люди»
18. «Озеро»
19. «Синий слесарь»
20. «Хлам»
21. «Хозяйка Юлия»
22. «Страх мыльного пузыря» (в соавторстве)
23. «Сны о войне»
24. «ВРД. Время роста деревьев»
25. «Утопия»
26. «Вечно живые» (документальная пьеса для театра «Современник» 2021)

### Театральные постановки

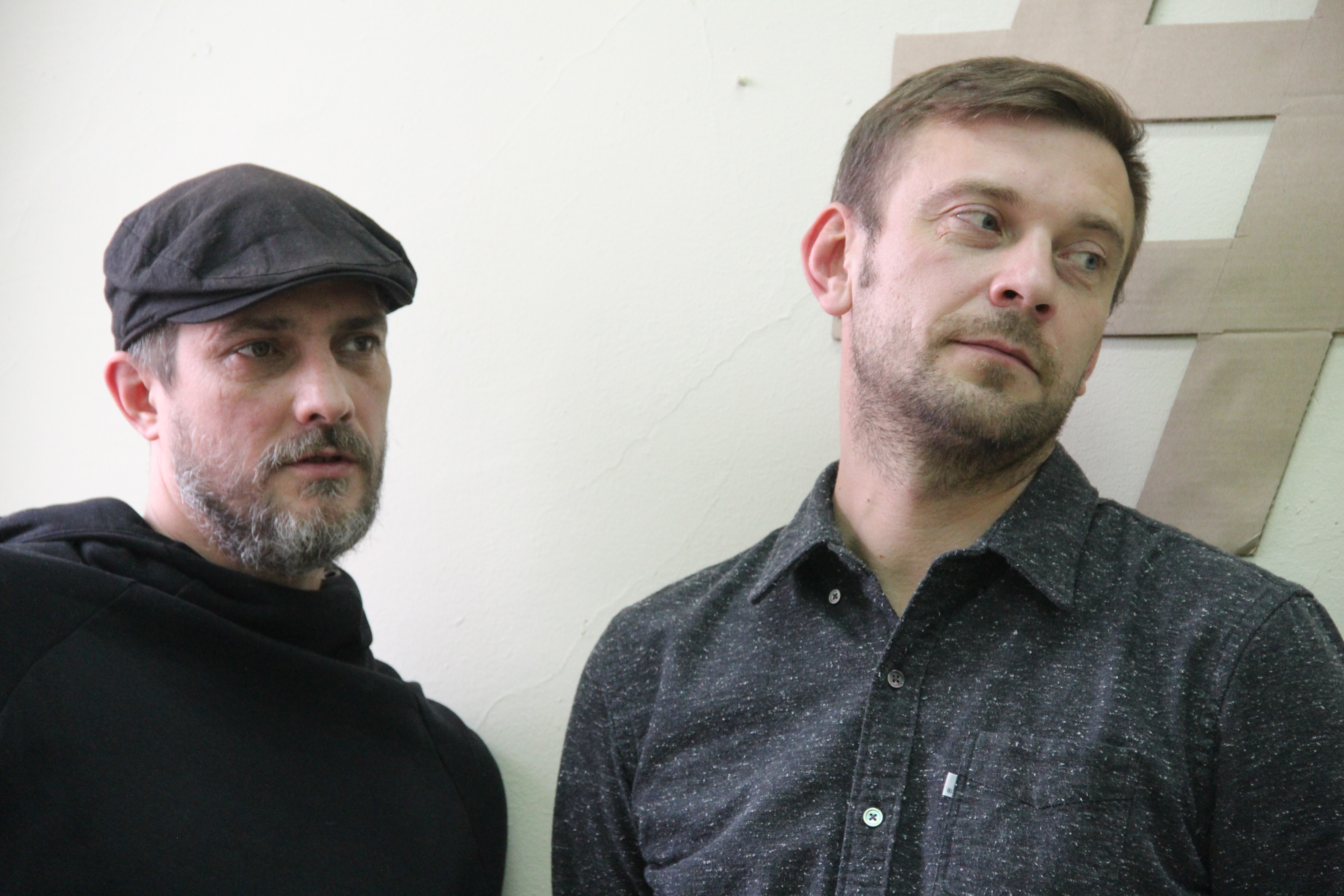
Драматурги Юрий Клавдиев и Михаил Дурненков (справа), 2017 год

По пьесам Михаила Дурненкова было осуществлёно множество театральных постановок. Постановки по ним осуществлялись в Москве, Тольятти, Стратфорде-на-Эйвоне, Алмате, Ташкенте, Хельсинки, Санкт-Петербурге, Харькове и других городах.
Дебютная пьеса Михаила Дурненкова «Вычитание земли» в 2002 году была поставлена на сцене Театра.doc и в 2003 году была представлена на фестивале молодой драматургии. В дальнейшем ставилась различными театральными студиями.
«Культурный слой», одна из самых известных пьес Дурненковых, ставилась неоднократно. Сначала в авторской постановке она была представлена в ходе фестиваля «Майские чтения», затем стала участником конкурсной программы «Новой драмы» 2003, где отмечались отличные диалоги, хороший юмор, удачные аллюзии, несмотря на заметный дилетантизм исполнителей. В 2004 году «Культурный слой» был представлен в юбилейной программе «Золотой маски» и повторно на «Новой драме». В 2005 году под названием «Последний день лета» пьеса была поставлена на новой сцене МХТ им. Чехова Николаем Скориком.
В 2004 году пьеса братьев Дурненковых «Аншлаг» принимала участие в Фестивале молодой драматургии.
В 2006 году в московском театре «Практика» был поставлен спектакль «Красная Чашка 108 Минут» сразу по двум пьесам Дурненкова «Красная Чашка» и «108 минут истины». Критики прохладно встретили постановку, отмечая отсутствие объёма и психологии, чрезмерную простоту смысла и наивность и детскость страстей сценария, оценивая текст пьесы как «похожий на какую-то отрыжку, в которой запах абсурда мешается в привкусом Пелевина и экзистенциальной драмы». В том же году в «Другом театре» состоялась премьера пьесы «Страх мыльного пузыря», одним из соавторов которой являлся Михаил Дурненков.
В 2007 году Театром.doc был поставлен спектакль по сочинению Дурненкова «Синий слесарь», представляющая собой скорее не чистую пьесу, а набор слесарных хокку — будни тольяттинского завода АвтоВАЗ. Пьеса «Переход», поставленная московским Центром драматургии и режиссуры и студия «SounDrama», одним из соавторов которой являлся Дурненков, номинировалась на получение театральной премии «Золотая Маска» 2007 года в номинации «Лучший спектакль-новация».
Пьеса 2008 года «Хлам» также ставилась неоднократно. В том же году она в постановке Марата Гацалова
появилась на сценах «Центра драматургии и режиссуры» А. Казанцева и М. Рощина, принимала участие в «Новой пьесе». Тогда же она была поставлена на сцене театра «Ильхом» (Узбекистан). В 2010 году пьеса была инсценирована в «Городском театре» (Хельсинки). Тогда же, в 2008 году состоялась первая постановка пьесы Дурненкова «Лёгкие Люди». Пьеса ставилась на сценах казахстанского театра «ARTиШОК», в 2011 году ON-театром в Санкт-Петербурге, позднее спектакль был поставлен и в Москве в Ведогонь-театре
2009 год был отмечен постановкой пьесы братьев Дурненковых «Drunks» («Пьяные») на сцене Королевского Шекспировского Театра (Стратфорд-на-Эйвоне, Англия).
Пьеса Михаила Дурненкова «(Самый) лёгкий способ бросить курить» в 2010 году принесла своему автору звание лауреата Всероссийского драматургического конкурса «Действующие лица». Текст оказался востребованным режиссёрами: в 2011 году пьеса была поставлена красноярским драматическим театром им. А. С. Пушкина и петербургским «Театром на Литейном». 27 Марта 2012 года прошла премьера спектакля в Харьковском «Театре 19», а в 2013 году практически одновременно состоялись премьеры постановок в московских театрах «Школа современной пьесы» и «Центр драматургии и режиссуры».
Постановка в 2009 году Александринским театром под руководством Андрея Могучего спектакля «Изотов» по пьесе Дурненкова «Заповедник» в 2011 году была номинирована в четырёх номинациях на премию «Золотая Маска», из которых в двух одержала победу. Этот же спектакль получил премию «Золотой Софит» 2010 — в номинации «Лучший спектакль на большой сцене». В том 2011 году в Московском драматическом театре им. К. С. Станиславского состоялась премьера постановки Гацалова по инсценировке Дурненковым книги Станиславского «Моя жизнь в искусстве» — спектакля «Не верю!».
В 2011 году на радиоканале BBC вышел радиоспектакль Дурненкова «At the Edge of Earth».
В 2013 году на сцене Московского художественного театра была представлена пьеса '«Вне системы». Спектакль, поставленный единожды в память о Константине Станиславском, режиссёром Кириллом Серебренниковым, по документальной пьесе Михаила Дурненкова. Пьеса была собрана из записных книжек, воспоминаний, писем, дневников, газетных публикаций, иных архивных документов.
В 2013 году в «Театре Наций» была представлена постановка Томасом Остермайером пьесы Стриндберга «Фрёкен Жюли» в современной адаптации Дурненкова. Критики отзывались и об новой редакции текста, и о постановке противоречиво. Одни отмечали тонкую адаптацию оригинального текста, доведшую сюжет до «такого социального разрыва, который и не снился лидеру „новой драмы“ конца XIX века». Другие считали, что Дурненкову не удалось сохранить дух и суть первоисточника и что «такая пьеса — особенно в редакции представителя новой драмы Михаила Дурненкова — обречёна если не на успех, то хотя бы на понимание… Но спектакль Театра Наций свидетельствует об обратном». Тем не менее спектакль был номинирован на четыре премии «Золотая Маска», в том числе в номинации «Лучший спектакль в драме, большая форма». Также 2013 году в творчестве Дурненкова был отмечен выходом пьесы «Закон», которая вошла в шорт-лист «Конкурса конкурсов», а впоследствии была поставлена Маратом Гацаловым на сцене Московского художественного театра имени Чехова под названием «Сказка о том, что мы можем, а чего нет».
В 2014 году пьеса Дурненкова «Братья» в постановке Алексея Мизгирёва в «Гоголь-центре» в Москве, написанная по мотивам киносценария фильма Лукино Висконти «Рокко и его братья» получила три номинации на премию «Золотая Маска», в том числе в номинации «Лучший спектакль в драме, большая форма». Постановку «Братьев» критики признали спектаклем-событием. Среди прочих достоинств постановки критики отмечали и виртуозность переложения сюжета. В том же году в центре имени Вс. Мейерхольда по пьесе Дурненкова был поставлен спектакль-перформанс «Моменты».
В Гоголь центре также идёт пьеса Михаила Дурненкова «Озеро», написанная по заказу театра в специальном проекте для четырёх драматургов весной 2014 года. Спектакль «Озеро» весной 2016 года в Варшаве, театре TR, поставила режиссёр Яна Росс.
Несколько лет, с 2013 по 2019 год, Михаил Дурненков был одним из арт-директоров Фестиваля новой драматургии «Любимовка».
9 мая 2014 года в театре на Таганке состоялась премьера постановки Юрия Муравицкого «День Победы» по пьесе Дурненкова «Сны о войне». Спектакль стал известным ещё до премьеры, сенатор Олег Пантелеев в ходе выступления в Совете Федерации обвинил театр в отсутствии патриотизма, по причине, якобы, готовящейся постановке пьесы, смысл которой сводился к вопросу, а нужно ли защищать Родину.
В 2015 году премьера пьесы The War Hasn’t Yet Started («Война ещё не началась») была представлена в Глазго, а затем в 2016 пьеса была поставлена в Плимуте, а после, в 2017 году — в Лондоне. Пьеса также была представлена в лаборатории LARK в Нью-Йорке. Спектакль по пьесе был поставлен режиссёром Семёном Александровским в театре «Практика» в Москве, и международной командой в Риге в 2018 году, TWHYS.
В 2016 годы в «Театре наций» в рамках фестиваля «Территория», совместно с Мастерской Дмитрия Брусникина, состоялась премьера пьесы Дурненкова «До и после», о судьбе пожилых артистов.
В 2018 году в Риге, в Рижском русском театре, состоялась премьера спектакля «Ключи от магии», по документальной пьесе, написанной по заказу театра Михаилом Дурненковым.
В 2018 году в Вильянди состоялась премьера спектакля «Как эстонские хиппи разрушили Советский Союз», которая затем в 2019 году также была поставлена в независимой театральной компании «Июльансамбль» (Мастерская Виктора Рыжакова — выпускники школы-студии МХАТ 2020 года) режиссёром Талгатом Баталовым в Москве.
В 2018 году «Театр наций» в Москве поставил две пьесы в сотрудничестве с Михаилом Дурненковым: «Игра» — версия Дурненкова, созданная по заказу театра по пьесе Энтони Шиффера в постановке режиссёра Явора Гырдева, и «Утопия» по оригинальной пьесе Михаила Дурненкова режиссёра Марата Гацалова, художницы Ксении Перетрухиной и композитора Сергея Невского. Спектакль «Утопия» получил две награды Золотая маска в 2019 году — «Драма. Работа художника» и «Драма. Работа драматурга».
В 2020 году Михаил Дурненков написал короткую пьесу «Непереводимое», онлайн диалог писателя и переводчика в период пандемиикоторая с успехом была поставлена в разных странах мира, а также адаптирована для сценария короткометражного фильма (поставлен для благотворительного аукциона режиссером Алисой Хазановой)
В 2021 году к юбилею Московского театра «Современник» Михаил Дурненков написал документальную пьесу «Вечно живые», основанную на книгах воспоминаний, дневниках, архивных материалах, стенограммах заседаний первых лет становления театра «Современник», где главными героями выступают семь основателей театра.
В 2021 году выступил драматургом спектакля «ЧПР» («Четвертая промышленная революция») 3 курса Школы-студии МХАТ (мастерская Марины Брусникиной). Так же является автором пьесы «Р» — сочинение на темы пьесы  Н. В. Гоголя «Ревизор» —, по которой был поставлен одноименный спектакль в театре «Сатирикон».

### Киносценарии и телесценарии
Михаил Дурненков — автор сценариев к различным сериалам, один из создателей сценария к фильму Юрия Грымова «На ощупь». По мнению Эдуарда Боякова Дурненков — один из тех, кто во многом определяет лицо современного русского кинематографа
| Год       |   | Название                       | Примечание          |
| --------- | - | ------------------------------ | ------------------- |
| 2020      | с | ARS LONGA                      | Сценарист           |
| 2016      | с | «Москва. Центральный округ 4»  | Сценарист           |
| 2013—2014 | с | «Кости»                        | Сценарист           |
| 2013      | с | «Бесценная любовь»             | Сценарист           |
| 2012      | с | «Побег 2»                      | Сценарист           |
| 2011—2012 | с | «Товарищи полицейские»         | Сценарист           |
| 2011      | с | «Круг отчаяния. Убойный отдел» | Сценарист           |
| 2011      | с | «Свадьба по обмену»            | Сценарист (участие) |
| 2010      | ф | «На ощупь»                     | Сценарист           |
| 2010      | с | «Москва. Центральный округ 3»  | Сценарист           |
| 2009      | ф | «Сделать гейнер»               | Сценарист           |
| 2009      | с | «Доброволец»                   | Сценарист           |
| 2008      | с | «Монтекристо»                  | Сценарист           |
| 2008      | ф | «Дохлая кошка»                 | Сценарист           |

## Особенности стиля
В совместных произведениях братьев Дурненковых весьма существенную роль играет сверхъестественное. Иногда оно приходит извне, иногда проявляется изнутри, но в любом случае герои являются лишь проводниками фантастического в реальный мир. Причём авторов обычно и не интересовало, что будет дальше, а важна сама ситуация вторжения, после которого персонажи лишь пассивно наблюдают за катастрофическими последствиями собственных поступков. Они словно находятся в некоем игровом пространстве, не воспринимая всерьёз ничего происходящего с ними, включая смерть, отсюда общий оптимистический настрой произведений, которым работы Дурненковых отличаются от многих других современных произведений, построенных в том же стиле: с нагромождением литературных штампов и превращением ситуации в нечто до предела абсурдное.
Самостоятельные работы Михаила Дурненкова — это точные сюжетные линии и характеры героев, точное совпадение с современностью и в то же время вопросы, которыми задаётся каждое поколение человечества. О трагедии, любви, самоопределении человека в каждый день его жизни.

## Личная жизнь
- Женат на Ксении Перетрухиной, художнице.
  - Есть сын.
- С 2005 года жил и работал в Москве, с весны 2022 г. - в Хельсинки.

## Награды и премии
- 2007 — Лауреат премии «Дебют» литературного журнала «Октябрь»[19].
- 2008 — Победитель международного драматургического конкурса «Евразия»-2008 в номинации «Лучшая пьеса для большой сцены»[19] за пьесу «Хлам»[12][59]
- 2010 — Победитель конкурса киносценариев фестиваля «Текстура» (Пермь) и лаборатории «В поисках автора» (Омск)[19].
- 2010, 2012 — Лауреат драматургической премии «Действующие лица»[19][22];
- 2011 — Обладатель Гран-при конкурса «Новая Пьеса»[19].
- 2019 — Лауреат театральной премии «Золотая маска» в номинации «Драма/Работа драматурга» за спектакль «Утопия» Театра Наций (Москва)[60].

### Интервью
- Ксения Аитова. Михаил Дурненков: «Если пьеса смешная, в финале будем плакать» // Волжская коммуна. — 17 декабря 2013. Архивировано 20 декабря 2016 года.
- Наталия Бабинцева. Михаил Дурненков: Нулевые были самими благополучными годами России. Культпросвет (20 сентября 2014). Дата обращения: 11 декабря 2016.
- Михаил Дурненков: лёгкий способ писать пьесы. Cosmo Online (26 июля 2010). Дата обращения: 11 декабря 2016. Архивировано из оригинала 20 декабря 2016 года.
- «В России очень легко предсказывать будущее. Всё всегда идет в одну сторону». Драматург Михаил Дурненков: как уехал, что делает в эмиграции и как однажды написал пьесу о превращении России в черную дыру. Новая газета Европа (11 ноября 2023).